# Seixanta-cinc
El seixanta-cinc és un nombre natural que segueix el seixanta-quatre i precedeix el seixanta-sis. S'escriu 65 o LXV segons el sistema de numeració emprat.
Ocurrències del seixanta-cinc:
- Designa l'any 65 i el 65 aC
- És el codi telefònic internacional de Singapur.
- És la constant màgica d'un quadrat màgic de 5 × 5:

{\displaystyle {\begin{bmatrix}17&24&1&8&15\\23&5&7&14&16\\4&6&13&20&22\\10&12&19&21&3\\11&18&25&2&9\end{bmatrix}}.}
- Es l'edat de jubilació en diversos països com Alemanya o Espanya.
- És un nombre de Proth.
- És el quart nombre de Cullen.